# Adolf Fauth

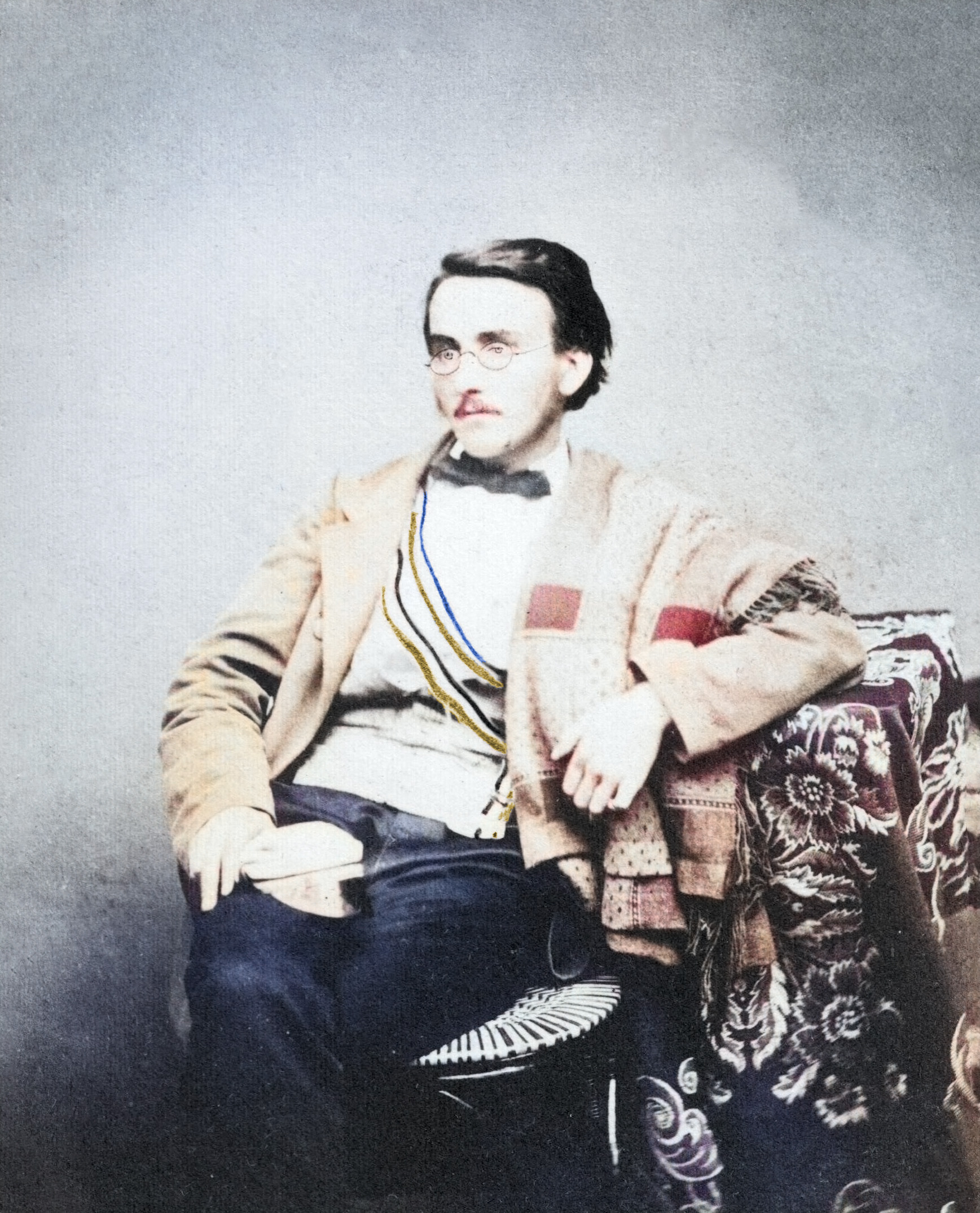
Adolf Fauth als Wingolfit, 1860

Adolf Ludwig Fauth (* 15. Februar 1836 in Schauren; † 26. Januar 1912 in Gersweiler) war ein deutscher Pfarrer, Homöopath und Heimatautor.

## Leben
Adolf Fauth war der Sohn des Pfarrers Heinrich Ludwig Fauth (1804–1844) mit Luise Freiin von Meckel und entstammte einer alten Kaufmannsfamilie in Saarbrücken. Sein Großvater war der Kammerrat, Bankier und Mitbesitzer eines Kolonialwarengroßhandels Johann Philipp Fauth (1754–1836). Nach dem Tod seines Vaters zog Adolf mit seiner Mutter und seinen vier Geschwistern nach Saarbrücken, wo er das Königliche Gymnasium besuchte. Nach dem Abitur 1857 studierte er in Heidelberg, Berlin und Bonn Theologie. Er wurde als Student Mitglied des Heidelberger, Berliner und Bonner Wingolf. Nach dem Studium begann er eine Tätigkeit als Vikar an der Diakonissenanstalt in Duisburg. 1863 wurde er zum Pfarrer von Ludweiler ernannt. Er heiratete Martha von Emster († 1899) und wohnte zusammen mit ihr, seinen beiden Söhnen Franz (1868–1931) und Carl (1870–1932) und seiner Mutter im Pfarrhaus von Ludweiler.
1868 gründete Fauth in Ludweiler einen Kreditverein, der den Arbeitern bei sozialen Problemen helfen sollte. 1872 wechselte er von Ludweiler nach Gersweiler, wo er dreißig Jahre als Pfarrer, Homöopath und Schriftsteller arbeitete. Die Familie wuchs mit der Geburt zweier weiterer Söhne, Adolf (1873–1959) und Heinrich Florentin (1877–1963). Dort war er sehr aktiv als Mitherausgeber des „Evangelischen Wochenblattes“, das sich sehr kritisch über den saarländischen Patriarchalismus äußerte und dort einen „Patriotenkrieg“ auslöste. 1889 wurde die Zeitung wegen „Staatsgefährlichkeit“ verboten.
Mit seiner Tätigkeit als Homöopath, Arzt und Apotheker diente er nicht nur den einfachen Leuten seiner Gemeinde; auch von außerhalb kamen die Menschen zu Fauth. Seine Erkenntnisse über Krankheiten und ihre Behandlungen fasste er in dem Buch Der kleine homöopathische Hausfreund zusammen. Außerdem stellte er zwei Hausapotheken zusammen. In einem weiteren Buch Die Schwangerschaft schilderte er homöopathische Mittel zur Linderung von Schwangerschaftsbeschwerden. Weitere Werke waren Die Ernährung und Pflege kleiner Kinder in gesunden und kranken Tagen, Drei Feinde unserer Kinderwelt: Diphtherie, Kehlkopfkrupp und Keuchhusten und Die Blutarmuth und Bleichsucht (worin er ausführte, dass ein ausschweifendes Leben die Abwehrkräfte schwäche und dadurch erst die Syphilis ermögliche, weswegen er zur Gegensteuerung Homöopathika sowie Luft- und Sonnenbäder empfahl) sowie Nervenkrankheiten […]. Deren Behandlung volksverständlich dargestellt.
Als Mitarbeiter und Herausgeber des Evangelischen Wochenblattes verfasste er zahlreiche Heimaterzählungen aus dem Milieu der saarländischen Bergleute.

## Veröffentlichungen (Auswahl)
- Nervenkrankheiten. I. Nervenschwäche, Hysterie, Nervöses Asthma, Nervöser Gesichtsschmerz. Deren Behandlung volksverständlich dargestellt vom Verfasser des kleinen homöopath. Hausfreundes. Leipzig 1890.
- Die Blutarmuth und Bleichsucht. Deren beste Behandlung und schnelle Heilung volksverständlich dargestellt vom Verfasser des kleinen homöopath. Hausfreundes. Leipzig ohne Jahr.